# Филлофора
Филлофо́ра (лат. Phyllophora) — род красных водорослей семейства Филлофоровые (Phyllophoraceae). Распространены в морских водах холодных и умеренных регионов. Род наиболее близок к родам Ozophora и Petroglossum.
В Чёрном море находятся два ботанических заказника, предназначенных для охраны крупных колоний филлофоры — Филлофорное поле Зернова и Малое филлофорное поле.

## Распространение
Наибольшее видовое разнообразие наблюдается в северной части Атлантического океана — как в его европейской, так и американской части. Некоторые виды распространены в северной части Тихого океана. Также известно несколько антарктических видов.

## Строение
Слоевище у представителей рода имеет небольшие размеры (до 50 см), оно пластинчатое, различной формы — линейной, клиновидной или овальной. Разветвление слоевища может быть как дихотомическим, так и пальчатым.
У некоторых видов филлофоры наблюдается полный цикл развития, у других — с различными особенностями. Некоторые виды (например, Phyllophora pseudoceranoïdes, syn. Phyllophora membranifolia) являются двудомными. Спорофиты обычно развиваются в виде выростов на слоевище.

## Виды
По информации базы данных AlgaeBase, род включает 12 видов:
- Phyllophora abyssalis Skottsberg
- Phyllophora ahnfeltioides Skottsberg
- Phyllophora antarctica A.Gepp & E.S.Gepp
- Phyllophora crispa (Hudson) P.S.Dixon typus[1]
- Phyllophora fimbriata Ercegovic
- Phyllophora gelidioides P.Crouan & H.Crouan ex Karsakoff
- Phyllophora herediae (Clemente) J.Agardh
- Phyllophora japonica Yendo
- Phyllophora pseudoceranoïdes (S.G.Gmelin) Newroth & A.R.A.Taylor ex P.S.Dixon & L.M.Irvine
- Phyllophora sicula (Kützing) Guiry & L.M.Irvine
- Phyllophora submaritima E.Y.Dawson
- Phyllophora submaritimus E.Y.Dawson

Наиболее известный вид рода — Phyllophora crispa (syn. Phyllophora nervosa), источник филлофорана (агарообразного сульфированного галактана), используемого в качестве связующего вещества для комбикормов при промышленном разведении рыб.